# Соколов Подляски
Соколов Подляски или Соко̀лув Подля̀ски (на полски: Sokołów Podlaski) е град в Източна Полша, Мазовско войводство. Административен център е на Соколовски окръг, както и на селската Соколовска община, без да е част от нея. Самият град е обособен в самостоятелна градска община с площ 17,51 км2. Към 2011 година населението му възлиза на 18 481 души.

## Личности

### Родени в града
- Миколай Рудницки, езиковед